# Феликс Шиц
Феликс Шиц (  — Ердинг, 3. новембар 1987) професионални је немачки хокејаш на леду који игра на позицијама левокрилног и централног нападача.
Члан је сениорске репрезентације Немачке за коју је на међународној сцени дебитовао на светском првенству 2010. године.
Године 2006. учествовао је на улазном драфту НХЛ лиге где га је као 117. пика у четвртој рунди одабрала екипа Буфало сејберса.